# Gustave Thomæus
Gustave Albert Viktor Thomæus, född den 20 juli 1883 i Sturkö församling, Blekinge län, död den 22 september 1957 i Malmö, var en svensk konsthistoriker, skriftställare och tidningsman. Han var far till Jan Thomæus.
Thomæus, som var prästson, avlade studentexamen i Lund 1912, filosofie kandidatexamen där 1915 och filosofie licentiatexamen 1921. Han promoverades till filosofie doktor 1922. Thomæus var amanuens vid Lunds universitets konstmuseum 1917–1923. Han var medarbetare i Helsingborgs Dagblad från 1910, i Lunds Dagblad 1918–1920, i Sydsvenska Dagbladet Snällposten från 1914 och i Skånska Dagbladet 1922–1937. Thomæus redigerade Tidskrift för konstvetenskap 1916–1922. Han blev medlem av Publicistklubben 1925. Thomæus skrev ett stort antal biografier för Svenskt biografiskt lexikon.